# Philipp Grüneberg
Philipp Grüneberg (* 21. Mai 1992 in Berlin) ist ein deutscher Fußballspieler.

## Karriere
Grüneberg begann seine Karriere in der Jugend des 1. FC Union Berlin. Nach mehreren Jahren in der Jugend des 1. FC Union Berlin wechselte er am 12. Juni 2011 zum FC Carl Zeiss Jena und unterschrieb einen 1-Jahres-Vertrag.
Nach seinem Wechsel unterhalb der Kernberge erzielte er für die Reserve von Carl Zeiss in zwei Spielen drei Tore. Grüneberg feierte daraufhin am fünften Spieltag beim 0:0 am 16. August 2011 gegen den 1. FC Heidenheim sein Profi-Debüt für den FC Carl Zeiss Jena in der 3. Liga.
Am 21. Juni 2012 unterschrieb Grüneberg einen Vertrag mit dem FSV Zwickau, den er am 16. Juli bereits wieder auflöste. Grüneberg gab am 23. Juli 2012 bekannt, das er zum 1. FC Union Berlin zurückkehren wird und steht seitdem im Kader der Reserve.